# اپیمنیدس
اِپیمِنیدِس (به یونانی: Ἐπιμενίδης) (۶۰۰ پ. م.) فرزند فایستیوس از مردمِ کنوسوس در کرت بود. نامِ پدرش در بعضی منابع، دوسیاداس و آگسارخوس نیز ذکر شده‌است. برخی وی را جزو فرزانگان هفت‌گانه یونان دانسته‌اند.
دیوگنس لائرتیوس در بابِ زندگیِ وی داستانی را شرح می‌دهد که از این قرار است:

«روزی پدرش او را به دنبال کشتی گمشده‌ای به بیرونِ از شهر فرستاد؛ اپیمنیدس هنگام عصر از جاده خارج شد و به غاری رفت و آن‌جا به مدت پنجاه سال خوابید. پس از این که بیدار شد به ادامهٔ جستجوی خود پرداخت، به گمان این که فقط مدت اندکی خوابیده است؛ و چون نتوانست آن را بیابد به مزرعه بازگشت و دید که همه‌چیز تغییر یافته و ملک از آنِ فرد دیگری است. سپس در حالی که کاملاً متحیر بود به شهر برگشت و هنگامی که می‌خواست وارد منزل خود شود با افرادی مواجه شد که می‌خواستند بدانند او کیست. عاقبت برادر جوان‌تر خود را، که اینک پیر شده‌بود، یافت و حقیقت را در مورد خود دانست. از این رو وی در تمام یونان مشهور شد و اعتقاد مردم بر این شد که وی نظرکردهٔ خدایان است.»

در مورد او گفته می‌شود که زمانی که آتن دچار طاعون شد، مردمان آتن، براساسِ توصیهٔ کاهن معبد دلفی، کشتی‌ای به دنبال اپیمنیدس فرستادند و او را به آتن آوردند تا شهر را تطهیر کند. اپیمنیدس نیز برای تطهیرِ شهر تعدادی گوسفند سیاه و سفید در شهر رها کرد، و گفت آنان را تعقیب کنند، و هرجا که گوسفندان به استراحت نشستند، همان‌جا برای خدایان قربانی کنند. مردم چنین کردند و طاعون متوقف شد.
در مورد مرگ اپیمنیدس گفته‌می‌شود اندک‌زمانی پس از بازگشت از آتن، درگذشته‌است. طول عمر وی را نیز به چند شکل روایت کرده‌اند. فلگون عمر وی را ۱۵۷ سال، کرتی‌ها ۲۹۹ سال و کسنوفانس کولوفونی ۱۵۴ سال ذکر کرده‌اند.
دیوگنس لائرتیوس در مورد آثار اپیمنیدس می‌گوید که وی شعری با نام «در بابِ میلاد کرتی‌ها و کوریبانت‌ها» و یک «تبارنامهٔ خدایان» نوشت که مجموعِ ابیاتِ آن‌ها ۵۰۰۰ بیت بوده‌است. همچنین وی شعری در مورد ساختنِ کشتی آرگون و سفر یاسون به کولخیس در ۶۵۰۰ بیت سروده بود. دیگر آثارِ وی، که منثور بوده‌اند، از این قرارند: «در بابِ قربانی‌ها و قانونِ اساسیِ مردمِ کرت» و «در بابِ مینوس و رادامانتوس».
نامه‌ای نیز از وی به سولون نقل شده:

«از اپیمنیدس به سولون

دوست من، شجاع باش. زیرا اگر پیسیستراتوس زمانی به مردم آتن حمله کرده بود که آن‌ها برده بودند و قوانین نیکو نداشتند؛ تا ابد قدرت خود را از طریق برده‌کردن شهروندان استحکام می‌بخشید. اما در حال حاضر، او قصد دارد افرادی را مطیع و منقاد سازد که بزدل و ترسو نبوده؛ و با شرم و درد اخطار سولون را به یاد می‌آورند، و هرگز زیر بار حکومت جباری نخواند رفت. حتی اگر پیسیستراتوس خود بتواند بر شهر مسلط شود، گمان نکنم این قدرت در میان فرزندانش دوام یابد. زیرا نمی‌توان اسبابی مهیا کرد که بتواند افرادی را که در آزادی و تحت بهترین قوانین زیسته‌اند برده سازد. اما به جای این که به مسافرت‌های خود ادامه دهی، بدون سروصدا پیش من به کرت بیا. زیرا در اینجا سلطانی نیست که از او بترسی، و از طرفی می‌ترسم اگر حین مسافرت‌هایت در آن اطراف با دوستان وی مواجه شوی، به تو آسیبی رسد.»

## پارادوکس دروغ‌گو
از اپیمنیدس جمله‌ای نقل شده‌است که به عنوان پارادوکس دروغ‌گو مشهور است. اپیمنیدس در مورد مردمان کرت گفته:
«مردمان کرت همیشه دروغ می‌گویند.»
از آن‌جا که اپیمنیدس خود نیز از مردمان کرت بود، بنابراین خودش نیز دروغ می‌گوید. اگر اپیمنیدس دروغ می‌گوید، پس دروغ می‌گوید که مردمان کرت دروغ می‌گویند؛ بنابراین مردمان کرت راست می‌گویند؛ و اگر مردمانِ کرت راست می‌گویند، پس اپیمنیدس نیز راست می‌گوید که مردمانِ کرت دروغ می‌گویند؛ بنابراین مردمان کرت دروغ می‌گویند.